# Alfredo Bini
Alfredo Bini (Livorno, 12 dicembre 1926 – Tarquinia, 16 ottobre 2010) è stato un produttore cinematografico italiano.

## Biografia

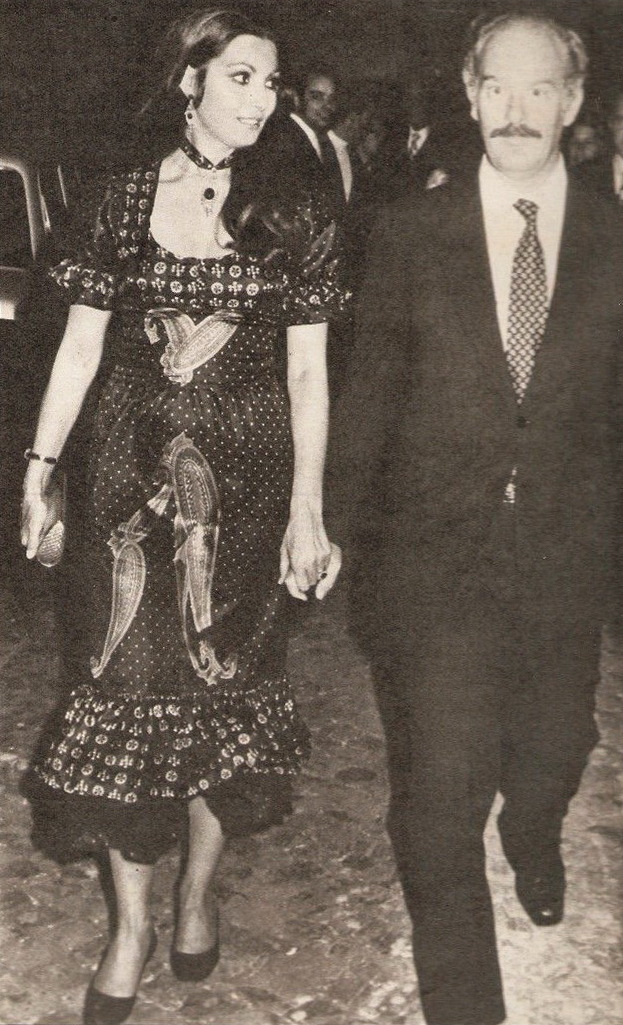
Alfredo Bini con Rosanna Schiaffino nel 1971

Nel 1960 fonda la casa di produzione Arco Film, che inizia la propria attività con Il bell'Antonio, diretto da Mauro Bolognini, tratto dall'omonimo romanzo di Vitaliano Brancati. Lo stesso Ministro del turismo e dello spettacolo Alberto Folchi tenta di dissuadere Bini dall'affrontare un argomento a rischio di polemiche come quello dell'impotenza maschile. In questa prima fase della propria carriera, Bini si concentra soprattutto sul film d'autore, facendo esordire nel 1961 Pier Paolo Pasolini con Accattone, e producendo tutti i suoi film fino a Edipo re del 1967. I temi religiosi affrontati dall'autore in La ricotta e Il Vangelo secondo Matteo provocano tentativi di censura, che il produttore affronta con fermezza, sicuro delle proprie scelte. Quando nel 1969 il Satyricon di Gian Luigi Polidoro viene accusato di oscenità, Bini risponde addirittura pubblicando Appunti per chi ha il dovere civile, professionale e politico di difendere il cinema italiano, un «pamphlet contro la repressione oscurantista del cinema».
In realtà, quando produce Satyricon, Bini ha già abbandonato la politica produttiva più coraggiosa, innovativa e di ricerca che ha portato avanti per quasi un decennio, a favore di un cinema alla moda, provocatorio in modo superficiale e innocuo, non problematico. Questo profondo cambiamento è ben rappresentato dalla fine del rapporto con Pasolini ("l’ho abbandonato quando ho cominciato a sentire odore di morte" dichiarò in un'intervista) e dall'ultima produzione della Arco Film (e prima della Finarco, attiva fino al 1973), Bora Bora di Ugo Liberatore, esempio perfetto del genere erotico di ambientazione esotica. Contemporaneamente all'attività con la Finarco, Bini costituisce anche altre due società minori, la Gerico Sound (1969-1975) e la Nuova Linea Cinematografica (1970-1974).
A questa seconda fase della sua carriera appartengono i film diretti da Ugo Liberatore e da Piero Vivarelli (Il dio serpente, Il Decamerone nero, Codice d'amore orientale). L'unica produzione di un livello paragonabile al periodo Arco è Lancillotto e Ginevra di Robert Bresson. Il 6 agosto 1994 viene nominato commissario straordinario del Centro sperimentale di cinematografia. Rimane in carica fino al 31 dicembre 1995. Il 28 novembre 2008, in gravi difficoltà economiche, gli viene assegnato il vitalizio previsto dalla legge Bacchelli. Muore il 16 ottobre 2010 all'ospedale di Tarquinia, dov'era ricoverato da alcuni giorni.

## Vita privata
È stato sposato con l'attrice Rosanna Schiaffino da cui ha avuto nel 1969 Annabella.

## Filmografia

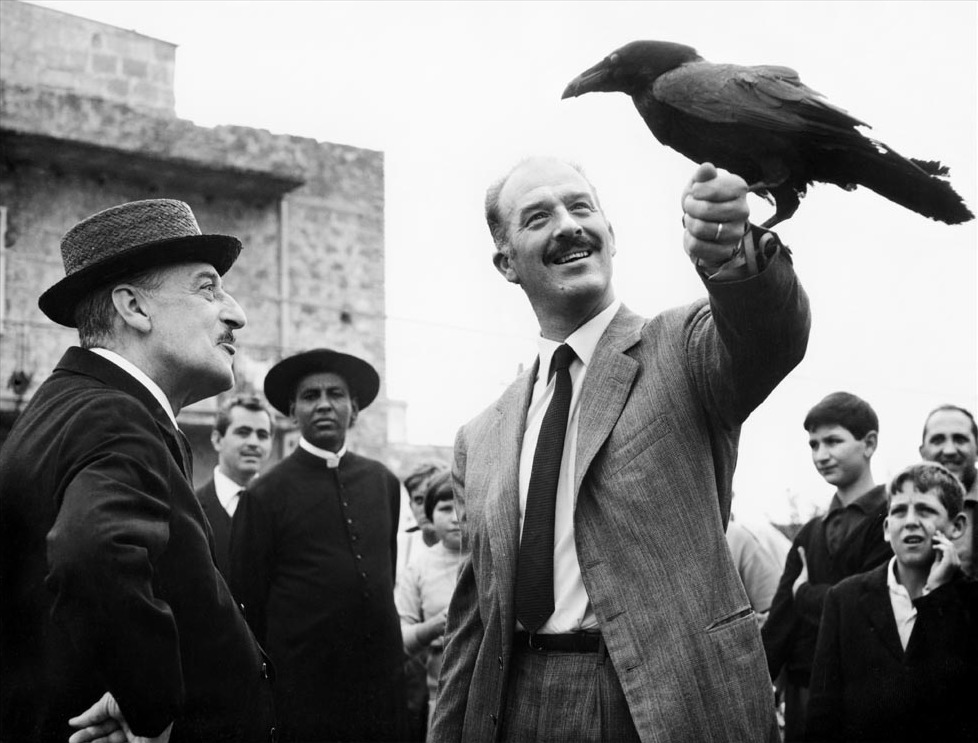
Alfredo Bini con Totò sul set di Uccellacci e uccellini (1966)

### Arco Film (1960-1968)
- Il bell'Antonio, regia di Mauro Bolognini (1960)
- La viaccia, regia di Mauro Bolognini (1961)
- Accattone, regia di Pier Paolo Pasolini (1961)
- Mamma Roma, regia di Pier Paolo Pasolini (1962)
- Notti calde d'Oriente, regia di Roberto Bianchi Montero (1962)
- I nuovi angeli, regia di Ugo Gregoretti (1962)
- La corruzione, regia di Mauro Bolognini (1963)
- Ro.Go.Pa.G., regia di Roberto Rossellini, Jean-Luc Godard, Pier Paolo Pasolini e Ugo Gregoretti (1963)
- La bella di Lodi, regia di Mario Missiroli (1963)
- Il Vangelo secondo Matteo, regia di Pier Paolo Pasolini (1964)
- Pelle di donna (Le journal d'une femme en blanc), regia di Claude Autant-Lara (1965)
- Comizi d'amore, regia di Pier Paolo Pasolini (1965)
- Sopralluoghi in Palestina per il Vangelo secondo Matteo, regia di Pier Paolo Pasolini (1965)
- La mandragola, regia di Alberto Lattuada (1965)
- La strega in amore, regia di Damiano Damiani (1966)
- Uccellacci e uccellini, regia di Pier Paolo Pasolini (1966)
- El Greco, regia di Luciano Salce (1966)
- Surcouf, l'eroe dei sette mari, regia di Sergio Bergonzelli e Roy Rowland (1966)
- Il grande colpo di Surcouf, regia di Sergio Bergonzelli e Roy Rowland (1966)
- L'avventuriero, regia di Terence Young (1967)
- Edipo re, regia di Pier Paolo Pasolini (1967)
- Bora Bora, regia di Ugo Liberatore (1968)
- Satyricon, regia di Gian Luigi Polidoro (1969)

### Finarco (1968-1973)
- Bora Bora, regia di Ugo Liberatore (1968)
- Scacco alla regina, regia di Pasquale Festa Campanile (1969)
- I due Kennedy, regia di Gianni Bisiach (1969)
- Il Dio serpente, regia di Piero Vivarelli (1970)
- Il Decamerone nero, regia di Piero Vivarelli (1972)
- Lo chiamavano Mezzogiorno (Un hombre llamado Noon), regia di Peter Collinson (1973)
- Gli eroi, regia di Duccio Tessari (1973)

### Gerico Sound (1969-1975)
- Gli eroi, regia di Duccio Tessari (1973)
- Codice d'amore orientale, regia di Piero Vivarelli (1974)
- Lancillotto e Ginevra (Lancelot du Lac), regia di Robert Bresson (1974)
- Una vita bruciata (La jeune fille assassinée), regia di Roger Vadim (1974)
- La ragazza con gli stivali rossi (La femme aux bottes rouges), regia di Juan Luis Buñuel (1974)

### Nuova Linea Cinematografica (1970-1974)
- Reazione a catena, regia di Mario Bava (1971)
- La grande scrofa nera, regia di Filippo Ottoni (1971)

### Altre produzioni
- A cavallo della tigre, regia di Luigi Comencini (1961)
- La bellezza di Ippolita, regia di Giancarlo Zagni (1962)
- La betìa ovvero in amore per ogni gaudenza ci vuole sofferenza, regia di Gianfranco De Bosio (1971)
- Noa Noa, regia di Ugo Liberatore (1974)
- Banana republic, regia di Ottavio Fabbri (1979)
- I paladini: storia d'armi e d'amori, regia di Giacomo Battiato (1983)

## Riconoscimenti
- Nastro d'argento
  - 1962 – Miglior produttore al complesso della produzione
  - 1968 – Miglior produttore per Edipo re